# Leonhard von Hohenhausen

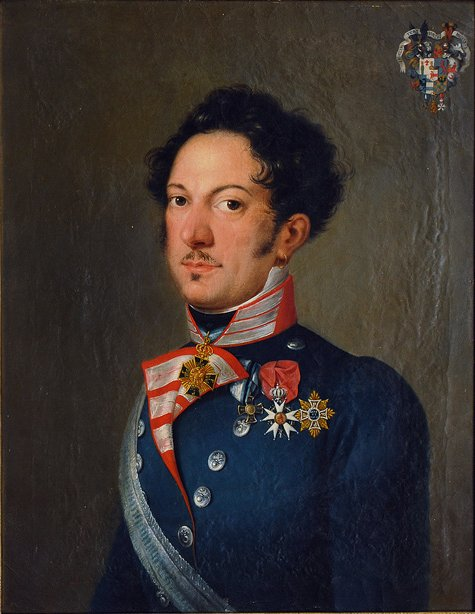
Leonhard von Hohenhausen

Leonhard Freiherr von Hohenhausen und Hochhaus (28 de junio de 1788 - 25 de marzo de 1872) fue un militar bávaro y Ministro de Guerra en funciones entre el 1 de marzo de 1847 y el 1 de febrero de 1848. Su último rango militar fue el de General der Kavallerie.

## Biografía
Hohenhausen nació en Dachau, hijo de Johann Nepomuk Freiherr von Hohenhausen (también llamado "Peregrinus") por su matrimonio con María Ana, Freiin von Wittorf. Era sobrino del Mayor General Sylvius Maximilian von Hohenhausen (nacido en 1738).
Leonhard von Hohenhausen sirvió en el Ejército bávaro durante las campañas entre 1805 y 1815. En 1839 pasó a ser Mayor General y Brigadier. Después de actuar como ministro de guerra en el gobierno bajo Luis I de Baviera entre 1847 y 1848 fue ascendido a Teniente General y se convirtió en comandante de división. En 1861 fue nombrado "Generalkapitän", oficial comandante de las tropas de la guardia real de los Hartschier. En 1867 ascendió al rango de General der Kavallerie. Hohenhausen también fue el tutor del Príncipe de la Corona Maximiliano.
Hohenhausen se casó tres veces. Con la primera esposa Magdalena, nacida Kleinknecht (1790-1846), tuvo una hija, y con su segunda esposa Anna, nacida Pol (1826-1862), tuvo cinco hijas y un varón. Con la tercera esposa Wilhelmine, nacida Fischer-Rhomberg (1827-1883), no tuvo hijos.
El 27 de abril de 1861 fue reconocido como ciudadano honorario por la ciudad de Augsburgo. Fue enterrado en al Antiguo Cementerio del Sur en Múnich.